# マルガレータ・ローゼンボーム
マルガレータ・ローゼンボーム（Margaretha Cornelia Johanna Wilhelmina Henrietta (Margaretha) Roosenboom、Marguerite Roosenboomとも、1843年10月24日 - 1896年12月26日）は、オランダの画家である。主に花を題材にした静物画を描いた。

## 略歴
デン・ハーグで風景画家のニコラース・ヨハネス・ローゼンボーム（1806-1880）の娘に生まれた 。母方の祖父、アンドレアス・スヘルフハウト（1787–1870）も有名な風景画家で、父親の師匠でもあった。子供時代に両親とベルギーのブリュッセルに移り、父親から絵を学んだ。24歳になったころオランダに戻り水彩画を学び、祖父からも指導を受けた。
ハーグの美術家グループ、プルクリ・スタジオの展覧会に作品を出展し、後にその会員となった。アムステルダムの美術団体「Arti et Amicitiae（芸術と友情）」の招待会員でもあった。1873年のウィーン万国博覧会と1893年のシカゴ万国博覧会に出展し、賞を受賞した。
1892年12月に画家のヨハネス・フォーゲル（Johannes Gijsbert Vogel: 1828–1915)と結婚した 。夫は11カ月ほど前に亡くなったいとこの女性の夫であった。1896年12月、オランダ中部のフォールブルフで転落事故の負傷がもとで53歳で亡くなった。
ローゼンボームはアドリアンネ・ホーヘンドルプ（Adrienne van Hogendorp: 1857–1920）やヘレーネ・クラマー（1844-1916）
といった多くの女性画家を指導したことでも知られている。

## 作品

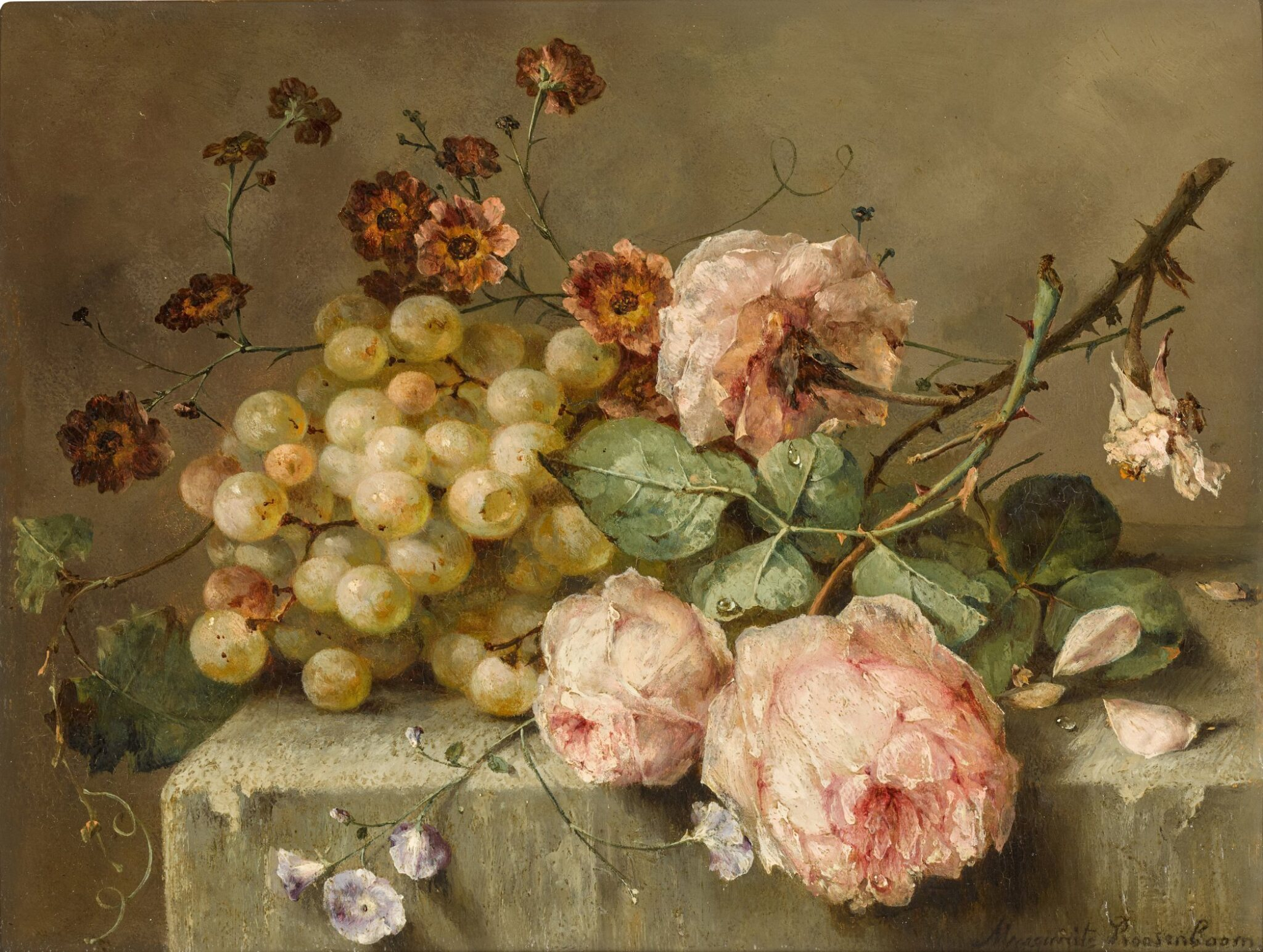
バラとブドウのある静物画
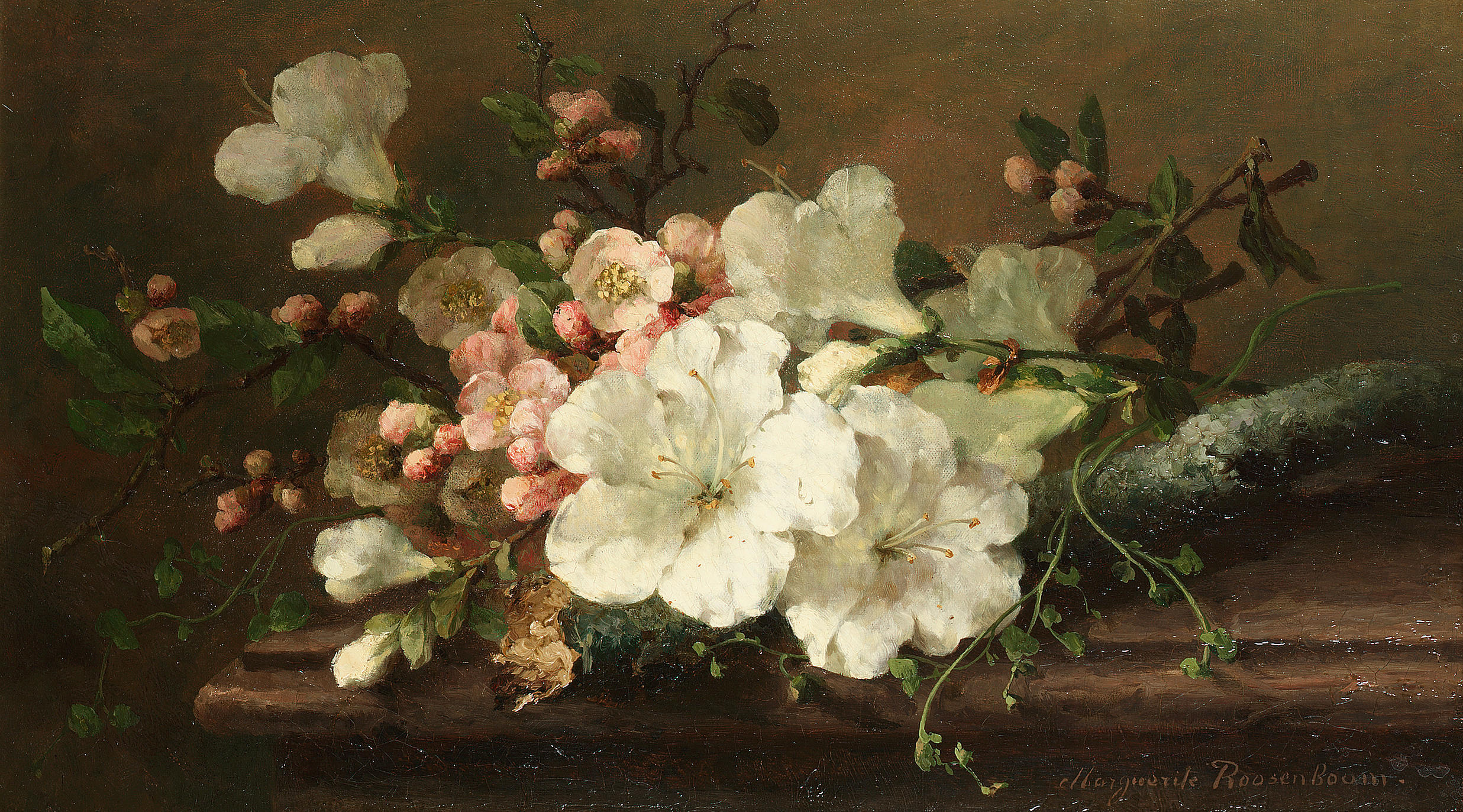
花のある静物画
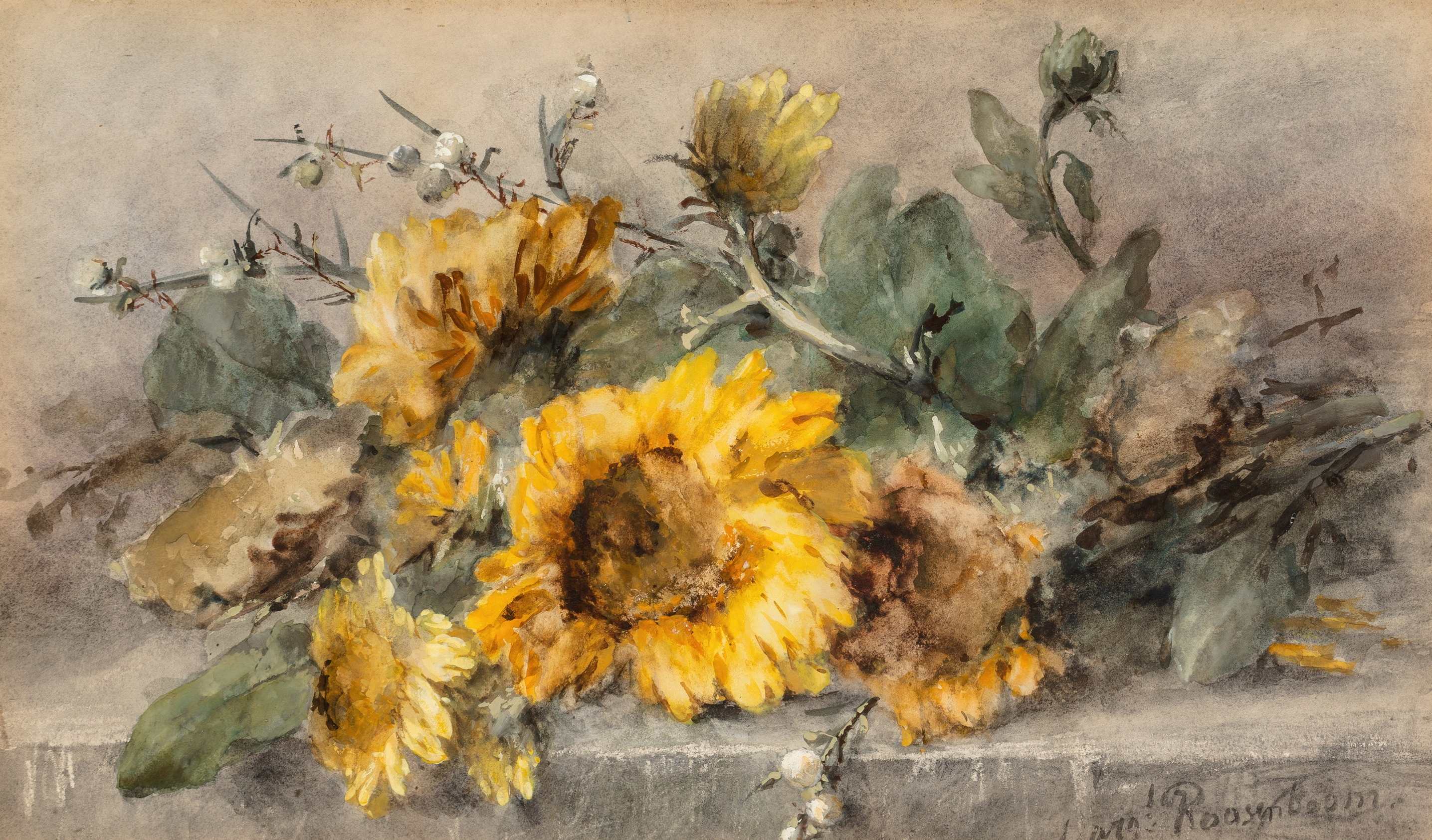
石の棚のうえのヒマワリ

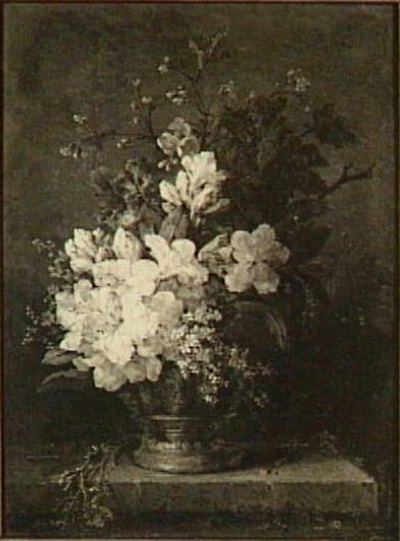
春の花のある静物画
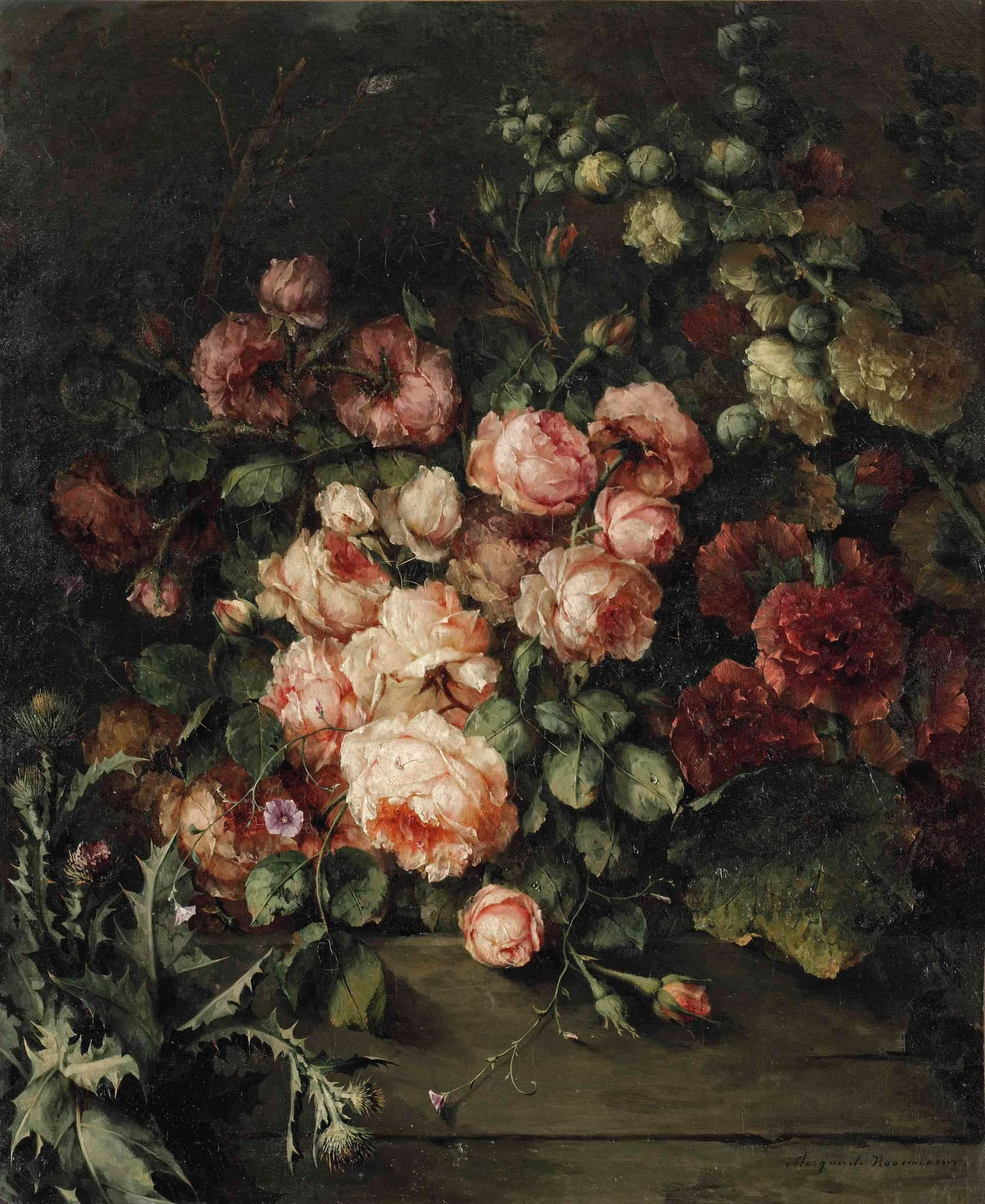
野ばら
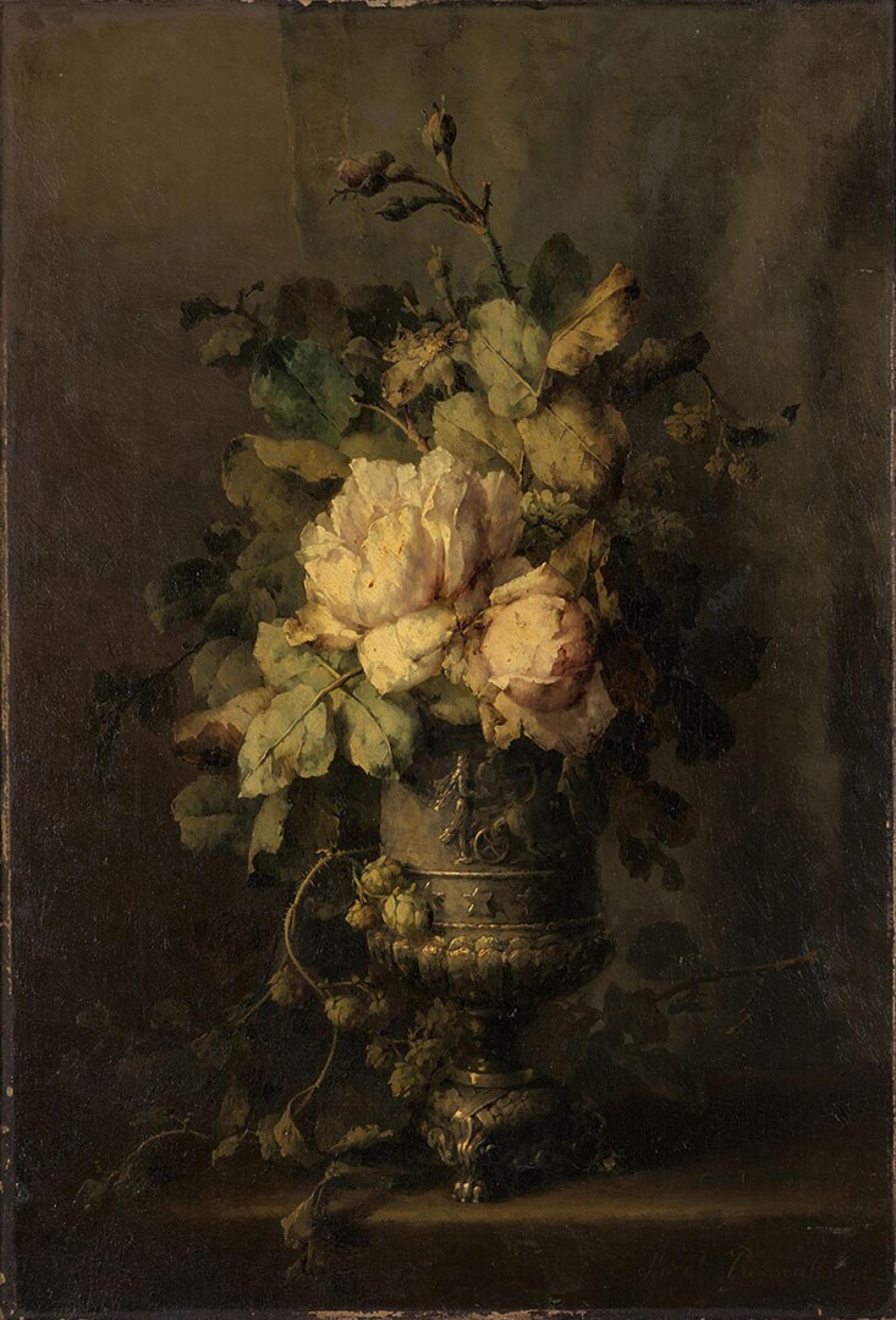
銀の花瓶
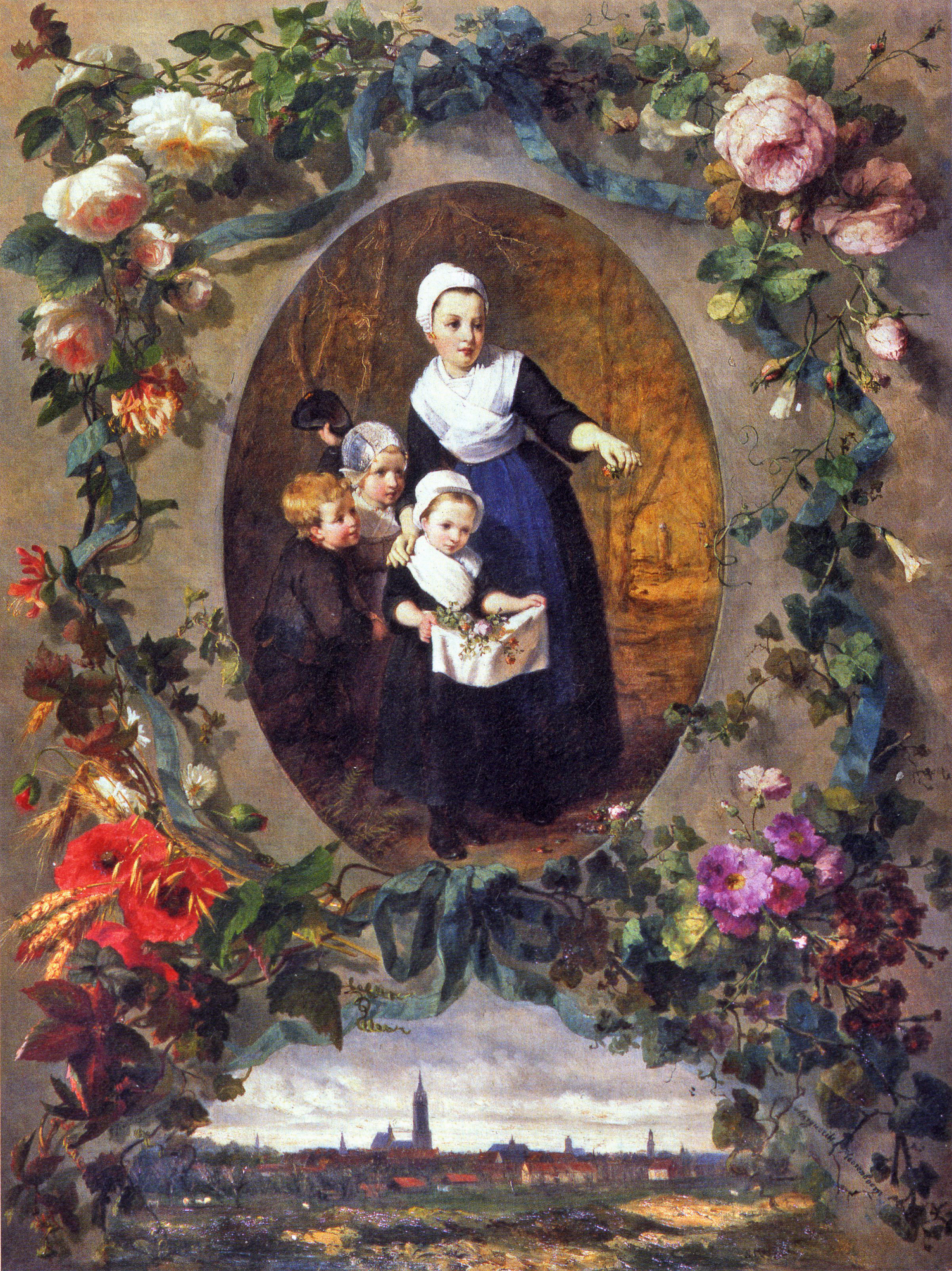
画家たちとの共作、花綱部をローゼンボームが描く